# Джованні Ді Лоренцо
Джованні Ді Лоренцо (італ. Giovanni Di Lorenzo, нар. 4 серпня 1993, Кастельнуово-ді-Гарфаньяна) — італійський футболіст, захисник клубу «Наполі» і національної збірної Італії.

## Клубна кар'єра
Народився 4 серпня 1993 року в місті Кастельнуово-ді-Гарфаньяна. Вихованець юнацьких команд футбольних клубів «Луккезе-Лібертас» та «Реджина».
2010 року дебютував за головну команду «Реджини» у Серії B, але досвід регулярних виступів на дорослому рівні отримав лише у сезоні 2012/13, який провів у третьому італійському дивізіоні, де на умовах оренди захищав кольори команди «Кунео».
Повернувшись 2013 року з оренди до «Реджини», почав регулярно отримувати місце у її складі, проте не допоміг команді зберегти місце у Серії B і вже за рік знову опинився у третьому за силою дивізіоні, цього разу граючи за команду клубу, якому належав.
Протягом 2015—2017 років грав за ще одну третьолігову команду, «Матеру».
2017 року уклав контракт з клубом «Емполі». Відіграв за його команду один сезон у другому італійському дивізіоні, а сезон 2018/19 вже в еліті італійського футболу. 
7 червня 2019 року за 8 мільйонів євро перейшов до «Наполі».

## Виступи за збірні
2013 року дебютував у складі юнацької збірної Італії (U-20), загалом на юнацькому рівні взяв участь у 3 іграх.
Того ж 2013 року провів три матчі за молодіжну збірну Італії.
2019 року дебютував в офіційних матчах у складі національної збірної Італії.

## Статистика виступів

### Статистика клубних виступів
Станом на 9 листопада 2019 року
| Сезон               | Команда             | Чемпіонат           | Чемпіонат | Чемпіонат | Національний кубок | Національний кубок | Національний кубок | Континентальні кубки | Континентальні кубки | Континентальні кубки | Інші змагання | Інші змагання | Інші змагання | Усього | Усього |
| Сезон               | Команда             | Ліга                | Ігор      | Голів     | Ліга               | Ігор               | Голів              | Ліга                 | Ігор                 | Голів                | Ліга          | Ігор          | Голів         | Ігор   | Голів  |
| ------------------- | ------------------- | ------------------- | --------- | --------- | ------------------ | ------------------ | ------------------ | -------------------- | -------------------- | -------------------- | ------------- | ------------- | ------------- | ------ | ------ |
| 2010–11             | «Реджина»           | B                   | 1         | 0         | КІ                 | 0                  | 0                  | -                    | -                    | -                    | -             | -             | -             | 1      | 0      |
| 2011–12             | «Реджина»           | B                   | 1         | 0         | КІ                 | 0                  | 0                  | -                    | -                    | -                    | -             | -             | -             | 1      | 0      |
| 2012–13             | «Кунео»             | 1Д                  | 27+1      | 0         | КІ+КІ-ЛП           | 0+0                | 0                  | -                    | -                    | -                    | -             | -             | -             | 28     | 0      |
| 2013–14             | «Реджина»           | B                   | 20        | 0         | КІ                 | 0                  | 0                  | -                    | -                    | -                    | -             | -             | -             | 20     | 0      |
| 2014–15             | «Реджина»           | C                   | 36+2      | 0         | КІ+КІ-ЛП           | 1+1                | 0                  | -                    | -                    | -                    | -             | -             | -             | 40     | 0      |
| Усього за «Реджину» | Усього за «Реджину» | Усього за «Реджину» | 58+2      | 0         |                    | 2                  | 0                  |                      | -                    | -                    |               | -             | -             | 62     | 0      |
| 2015–16             | «Матера»            | C                   | 33        | 2         | КІ-ЛП              | 1                  | 0                  | -                    | -                    | -                    | -             | -             | -             | 34     | 2      |
| 2016–17             | «Матера»            | C                   | 24+2      | 1+1       | КІ+КІ-ЛП           | 2+5                | 0                  | -                    | -                    | -                    | -             | -             | -             | 33     | 2      |
| серп. 2017          | «Матера»            | C                   | 1         | 0         | КІ+КІ-ЛП           | 2+0                | 0                  | -                    | -                    | -                    | -             | -             | -             | 3      | 0      |
| Усього за «Матеру»  | Усього за «Матеру»  | Усього за «Матеру»  | 58+2      | 3+1       |                    | 10                 | 0                  |                      | -                    | -                    |               | -             | -             | 70     | 4      |
| 2017–18             | «Емполі»            | B                   | 36        | 1         | КІ                 | 0                  | 0                  | -                    | -                    | -                    | -             | -             | -             | 36     | 1      |
| 2018–19             | «Емполі»            | A                   | 37        | 5         | КІ                 | 1                  | 0                  | -                    | -                    | -                    | -             | -             | -             | 38     | 5      |
| Усього за «Емполі»  | Усього за «Емполі»  | Усього за «Емполі»  | 73        | 6         |                    | 1                  | 0                  |                      | -                    | -                    |               | -             | -             | 74     | 6      |
| 2019–20             | «Наполі»            | A                   | 11        | 1         | КІ                 | 0                  | 0                  | ЛЧ                   | 4                    | 0                    | -             | -             | -             | 15     | 1      |
| Усього за кар'єру   | Усього за кар'єру   | Усього за кар'єру   | 227+5     | 10+1      |                    | 8+5                | 0                  |                      | 4                    | 0                    |               | -             | -             | 249    | 11     |

### Статистика виступів за збірну
Станом на 9 листопада 2019 року
| Дата       | Місто   | Господарі   | Результат | Гості    | Турнір            | Голи | Примітки |
| ---------- | ------- | ----------- | --------- | -------- | ----------------- | ---- | -------- |
| 15-10-2019 | Вадуц   | Ліхтенштейн | 0 – 5     | Італія   | Відбір до ЧЄ 2020 | -    |          |
| 18-11-2019 | Палермо | Італія      | 9 – 1     | Вірменія | Відбір до ЧЄ 2020 | -    |          |
| Усього     |         | Матчів      | 2         |          | Голів             | 0    |          |

| Дата      | Місто   | Господарі  | Результат | Гості   | Турнір                             | Голи | Примітки |
| --------- | ------- | ---------- | --------- | ------- | ---------------------------------- | ---- | -------- |
| 14-8-2013 | Сенець  | Словаччина | 1 – 4     | Італія  | Товариський матч                   | -    |          |
| 5-9-2013  | Рієті   | Італія     | 1 – 3     | Бельгія | Кваліфікація молодіжного Євро-2015 | -    |          |
| 9-9-2013  | Нікосія | Кіпр       | 0 – 2     | Італія  | Кваліфікація молодіжного Євро-2015 | -    |          |
| Усього    |         | Матчів     | 3         |         | Голів                              | 0    |          |

## Титули і досягнення
- Чемпіон Італії (2):

«Наполі»: 2022-23, 2024-25
- Володар Кубка Італії (1):

«Наполі»: 2019-20
Збірні
- Чемпіон Європи: 2020